# Bierschnegel
Der Bierschnegel (Limacus flavus, Syn.: Limax flavus) ist eine Nacktschneckenart aus der Familie der Schnegel (Limacidae) in der Unterordnung der Landlungenschnecken (Stylommatophora). Ursprünglich wohl in Südeuropa beheimatet, ist der Bierschnegel heute durch den Menschen nahezu weltweit in gemäßigte Regionen verschleppt worden. Er kam früher häufig in feuchten Kellern vor und galt als Vorratsschädling. Inzwischen ist die Art zumindest in Mitteleuropa selten geworden und steht mittlerweile auf der Roten Liste. 2023 wurde er zum deutschen Weichtier des Jahres gewählt.

## Beschreibung
Der Bierschnegel erreicht in ausgewachsenem Zustand und ausgestreckt eine Körperlänge von 80 bis 100 mm, ausnahmsweise auch bis 120 mm. Der Körper ist im Querschnitt fast rund. Der Kiel ist nur schwach ausgebildet. Der Mantelschild nimmt etwa ⅓ der Körperlänge ein. Die Grundfarbe variiert von schmutziggelb bis dunkelorange. Es gibt aber auch gelblichgrüne, dunkelrote und sogar dunkle Farbmorphen. Besonders Jungtiere sind oft grünlich oder vergleichsweise dunkel gefärbt. In dieser Grundfarbe kommen je nach Farbe hellere oder dunklere, meist längliche, unregelmäßig angeordnete Flecken vor. Es werden aber keine Längsbinden ausgebildet. Das Fleckenmuster verschwindet allmählich auf den Seiten zur Fußsohle hin. Der Mantelschild hat die gleiche Färbung wie der Körper. Gelegentlich sind die Ränder etwas intensiver gefärbt. Die Flecken sind häufig mehr rund und geringfügig dichter. Die Runzeln sind fein und nicht sehr tief. Sie stimmen oft mit dem Fleckenmuster überein. Jungtiere sind oft einheitlich gefärbt. Auf dem Mantelschild können zwischen der Mittellinie und dem Atemloch etwa 22 Falten gezählt werden. Das Atemloch sitzt deutlich in der hinteren Hälfte des Mantelschildes. Vorder- und Hinterrand des Mantelschildes sind gerundet. Die Sohle ist immer einfarbig gelblichweiß. Kopf und Fühler sind dunkel graublau. Der Körperschleim ist gelblich bis orangefarben und dünnflüssig, der Schleim der Sohle ist dagegen farblos.

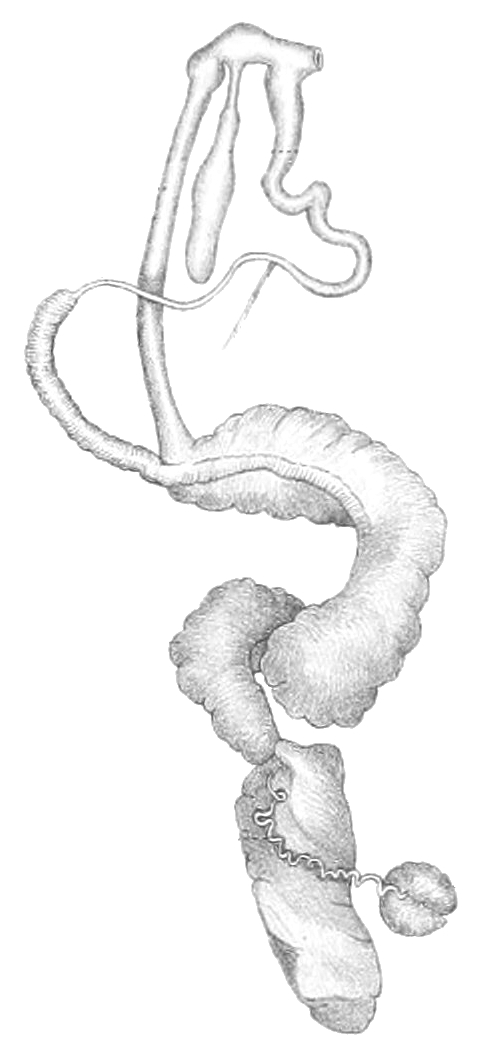
Genitalapparat des Bierschnegels

Im Genitalapparat ist die Zwitterdrüse recht groß und lappig. Der Zwittergang ist sehr dünn und nahe dem Übergang zum Eisamenleiter (Spermovidukt) stark gewunden oder gekräuselt. Der Eisamenleiter ist vergleichsweise kurz und trennt sich rasch in (freien) Eileiter (Ovidukt) und (freien) Samenleiter (Vas deferens), die daher relativ lang sind. Der untere Teil des Eileiters kurz vor der Mündung in das Atrium ist stark röhrenförmig erweitert. Die Bursa copulatrix mündet nicht in das Atrium, sondern in den unteren erweiterten Teil des freien Eileiters. Diese Samenblase ist länglich mit einem kurzen, aber eher dicken Stiel. Der Penis ist vergleichsweise kurz, dick, walzenförmig, weniger als die halbe Körperlänge lang und stark gefaltet. Das hintere Ende ist meist nach vorne gebogen. Der vergleichsweise schwache Penisretraktormuskel inseriert auf diesem nach vorne gebogenen Teil aber etwas vom Apex entfernt. Etwas dichter zum Apex mündet der Samenleiter in den Penis. Der Samenleiter ist kurz, verläuft fast gerade und ist mit dem Penis durch ein Häutchen verbunden.
Von den drei Darmschlingen ist die erste die längste, die dritte die kürzeste. Dahinter folgt der lange, bis ans Hinterende reichende Blinddarm. Das kalkige Schälchen im Mantel ist oval, mit etwas unregelmäßigen Anwachsstreifen, und leicht asymmetrisch geformt. Der Nukleus ist leicht nach links verschoben. Es misst 7 bis 9 mm in der Länge und 5,5 bis 6 mm in der Breite.

### Ähnliche Arten
Die nahe verwandte Art Limax maculatus (in der Literatur auch L. pseudoflavus genannt) ist meist grauer gefärbt, hat dunklere Sprenkel und etwas gröbere Runzeln. Die Fühler sind grau, der Körperschleim ist nicht ganz so intensiv gelb gefärbt.

## Geographische Verbreitung und Lebensraum
Das ursprüngliche Areal – vermutlich in Südeuropa – lässt sich heute nicht mehr genau feststellen. Heutzutage umfasst das Verbreitungsgebiet durch die menschliche Verschleppung fast ganz Europa, im Norden bis Dänemark und Südschweden. Inzwischen ist er durch die Menschen auch in andere Regionen der Welt verschleppt worden, so nach Nord- und Südamerika, Japan, Australien und sogar Madagaskar.
Der Bierschnegel lebt in der Regel in der Nähe von menschlichen Siedlungen in feuchten Kellern (daher auch Kellerschnecke genannt, wobei dieser Name auch für andere Nacktschneckenarten verwendet wird, die sich gelegentlich in Kellern aufhalten), Gärten und Nebengebäuden. Im Mittelmeerraum kommt der Bierschnegel auch in Brunnenmauern, feuchten und überwachsenen Ruinen und sogar im Freien vor. Die Tiere verstecken sich dort tagsüber und in Trockenperioden in Baumhöhlen, unter Totholz oder unter Rinde.

## Lebensweise
Die Tiere sind nachtaktiv und verbringen den Tag meist sehr verborgen an geschützten Stellen. Sie sind oft nur schwer zu finden und verraten sich häufig nur durch getrocknete Schleimspuren.

### Nahrung
Zur Nahrung des Bierschnegels gehören Karotten, Rüben, Kartoffeln, Blumenzwiebeln und ähnliche stärkehaltige Pflanzen(teile), sowie Borken und andere abgestorbene Vegetation, keine chlorophyllhaltigen Pflanzenteile. Bei Fütterungsversuchen mit ausschließlich chlorophyllhaltigen Pflanzenteilen (Salat, Kohl etc.) gingen die Tiere nach wenigen Monaten ein. Wie viele Nacktschnecken wird der Bierschnegel durch den Geruch von Bier angezogen, was ihm auch seinen deutschen Namen gab. Besonders häufig kam er früher in Bierkellern vor, wo er durch ausgelaufenes oder verschüttetes Bier angelockt wurde.
Die Schnecken leben oft in Schächten, Gullis, alten Häusern u. ä. Dadurch, dass Keller und Nebenräume heute meist in trockenem und sauberen Zustand sind, wird dem Bierschnegel zunehmend der Lebensraum entzogen. Die Art ist selten geworden. In Niedersachsen wurde die Art z. B. 90 Jahre lang nicht mehr gefunden. Im Oktober 2015 wurde im ostfriesischen Greetsiel eine Population entdeckt. In den letzten Jahren wurden im Nordosten einige Populationen neu nachgewiesen. Erst 2007 entdeckte man in Einbeck wieder einige Exemplare. In Berlin wurde im September 2015 eine weitere Population entdeckt.
In Deutschland steht der Bierschnegel daher auf der Roten Liste gefährdeten Arten. Er ist dort in der Kategorie 1 („vom Aussterben bedroht“) zu finden.

### Fortpflanzung und Lebenszyklus
Nach Paul Hesse sind die Tiere mit neun bis elf Monaten geschlechtsreif, die ersten Eigelege werden im Alter von 10 bis 13 Monaten produziert. Der Bierschnegel paart sich meist im Sommer, in Kellerräumen mit geeigneten Temperaturen aber das ganze Jahr über. Als Zwitter (Hermaphrodit) kann die Paarung mit jedem anderen Artgenossen erfolgen. Sie beginnt mit der Verfolgung eines Tieres durch ein anderes Tier, wobei der Verfolger die Schwanzspitze des Verfolgten leckt. Die Tiere nehmen dabei eine eigenartige Körperform ein; sie wird nach hinten spindelförmig dick. Sie sind gegenüber der Körperform in der Bewegung etwas kontrahiert. Danach kann es durch Einbiegen des Verfolgten nach rechts zur Kreisbildung kommen, oder auch nicht. Bisweilen geht der Vorfolger nicht darauf ein. Die Körper legen sich mit ihren rechten Seiten aneinander. Die Atrien sind als helle Kreise sichtbar, die Penes quellen nun als zunächst halbkugelige Höcker hervor. Die Köpfe heben und senken sich, dabei benagen und lecken sich die Partner gegenseitig. Die Hälse sind angeschwollen. Sind nun die Geschlechtsöffnungen direkt nebeneinander gelegt, stülpen sich sehr schnell die Penes aus und umwickeln sich dabei. Sie bilden dabei ein nur etwa 1 cm langes schlauchartiges Gebilde. Noch bevor die maximale Ausstülpung erreicht ist, wandern die Spermapakete zu den Spitzen der Penes. Sind sie ausgetreten und an den jeweils anderen Penis angeheftet, wird schon die Trennung der Penes eingeleitet und die Spermapakete sind für einen kurzen Moment sichtbar. Danach beginnt auch die Trennung der Tiere und die Penes werden rasch eingezogen. Die ganze Kopulation von Beginn der Verfolgung bis zur Trennung dauert nur sieben Minuten, die eigentliche Kopulation nur etwa 30 Sekunden. Die Kopulation kann an senkrechten wie auch an waagrechten Flächen stattfinden. Der Bierschnegel zeigt damit im Vergleich zu den Limax-Arten ein recht einfaches Kopulationsverhalten, das zudem nur wenige Minuten dauert, im Gegensatz zu dem oft sehr komplexen Kopulationsverhalten der Limax-Arten (mit Vorspiel, eigentlicher Kopulation mit kompliziertem Verhalten der Penes und Nachspiel), das zudem meist sehr viel länger dauert (bis zu 19 Stunden bei Limax redii) und immer an senkrechten Flächen oder an Ästen in einiger Höhe über dem Erdboden stattfindet.
Zwei bis drei Wochen nach der Paarung kommt es zur Eiablage. Eier können in temperierten Kellerräumen zu allen Jahreszeiten abgelegt werden. Die Anzahl der abgelegten Eier pro Gelege schwankt zwischen einem Ei bis zu 80 Eiern, je nach Alter und Ernährungszustand des Tieres (bzw. 12 bis 51 Eiern nach Hesse). Ein Tier kann etwa 250 bis 350 Eier legen. Die Eier sind elliptisch mit ausgezogenen Schleimzipfeln an den Polen, mit denen sie zu Schnüren miteinander verbunden sind. Selten wird nur ein Ei oder werden nur wenige Eier abgesetzt, im Durchschnitt 20 bis 50 Eier. Die Eier sind sehr variabel in der Größe; sie schwankt von 4,2 bis 4,5 × 2,5 bis 2,7 mm bis zu 9,6 bis 10,4 mm × 5,1 bis 6,2 mm. Im Normalfall sind die Eier zwischen 6 und 8 mm × 4 bis 5 mm groß. Die Eier haben eine gelblichbraune Farbe, sind aber ansonsten wasserklar. Erst mit beginnender Entwicklung des Embryos trübt sich das Ei etwas ein. Die Jungtiere schlüpfen in Abhängigkeit von der Temperatur nach 23 bis 27 Tagen, unter kühleren Bedingungen zwischen 30 und 34 Tagen, oder auch 43 bis 47 Tagen, wobei nicht alle Jungtiere die Eihülle gleichzeitig verlassen, sondern über eine Spanne von mehreren Tagen.
Die Schlüpflinge sind etwa 10 bis 12 mm lang und etwa 2 mm breit. Sie sind zunächst weißlichgelb mit etwas dunkleren Fühlern. Im Laufe von wenigen Tagen wechselt die Körperfarbe über bläßlichgrün, gelblichgrün zur Farbe der Erwachsenen.
Bei Zuchtversuchen erreichten die Tiere mit 15 bis 17 Monaten ihr Höchstgewicht, dann halten sie ihr Gewicht bei ausreichender Ernährung und Feuchtigkeit über mehrere Monate. Ab etwa 23 bis 25 Monaten wurden die Tiere senil, fraßen nicht mehr regelmäßig trotz ausreichendem Futterangebot, nahmen ab, wurden häufig krank und starben mit 2¼ bis 2½ Jahren. Nach Paul Hesse werden die Tiere 2½ bis 3 Jahre alt und haben drei Legeperioden, nach J. und M. Szabo werden sie sogar vier Jahre alt und legen jedes Mal im Herbst, also viermal Eier ab.

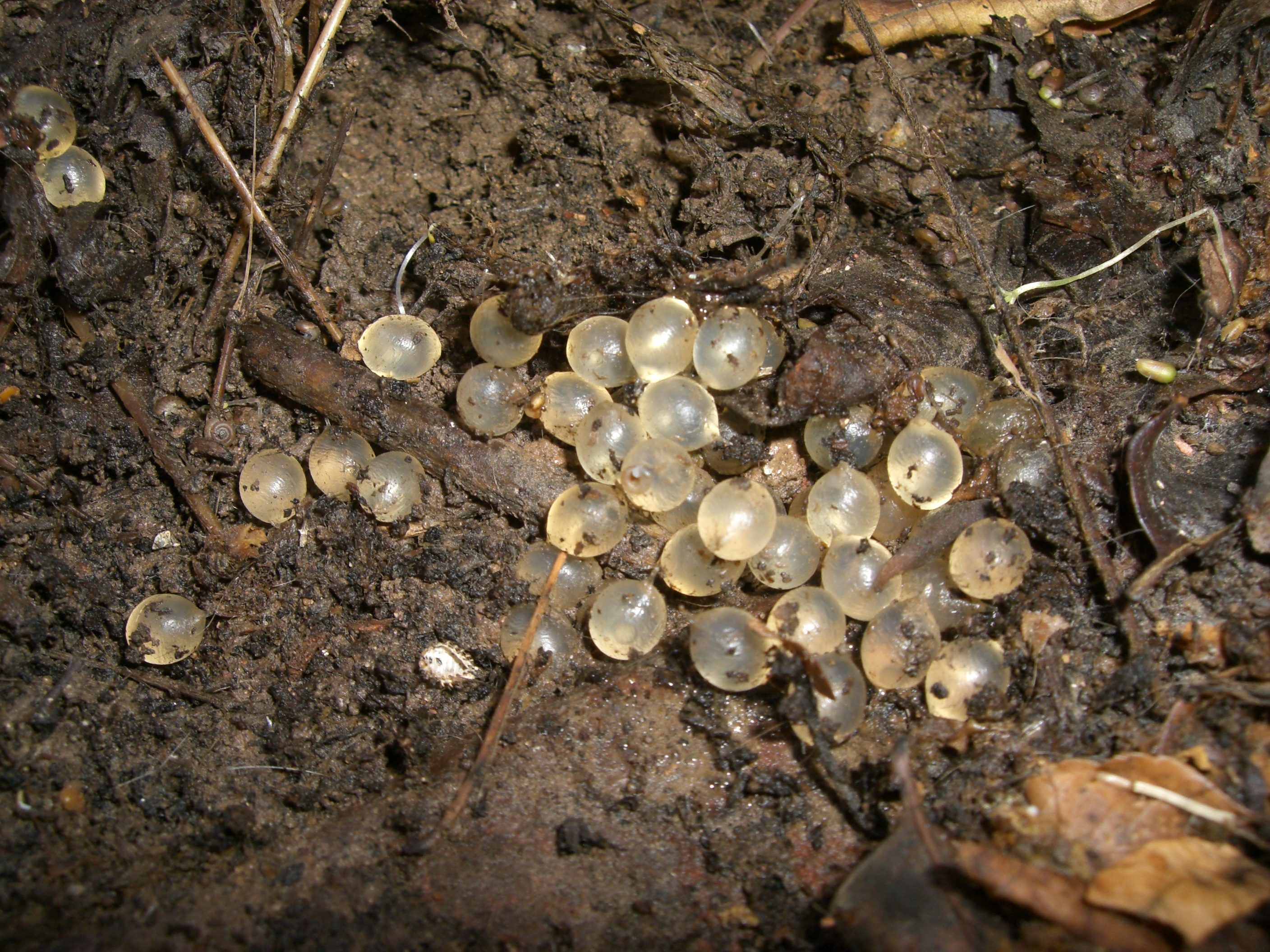
Das Eigelege eines Bierschnegels

## Taxonomie
Das Taxon wurde bereits 1758 durch Carl von Linné in der 10. Auflage der Systema Natura aufgestellt. Es ist die Typusart der Gattung Limacus Lehmann, 1864, die teils als Untergattung von Limax, teils als eigenständige Gattung aufgefasst wird. In neueren Arbeiten wird sie meist als eigenständige Gattung betrachtet. Die Anatomie und das Kopulationsverhalten sind gegenüber den anderen Limax-Arten sehr unterschiedlich.